# Cathédrale de la Résurrection de Brest
Pour les articles homonymes, voir Cathédrale de la Résurrection.

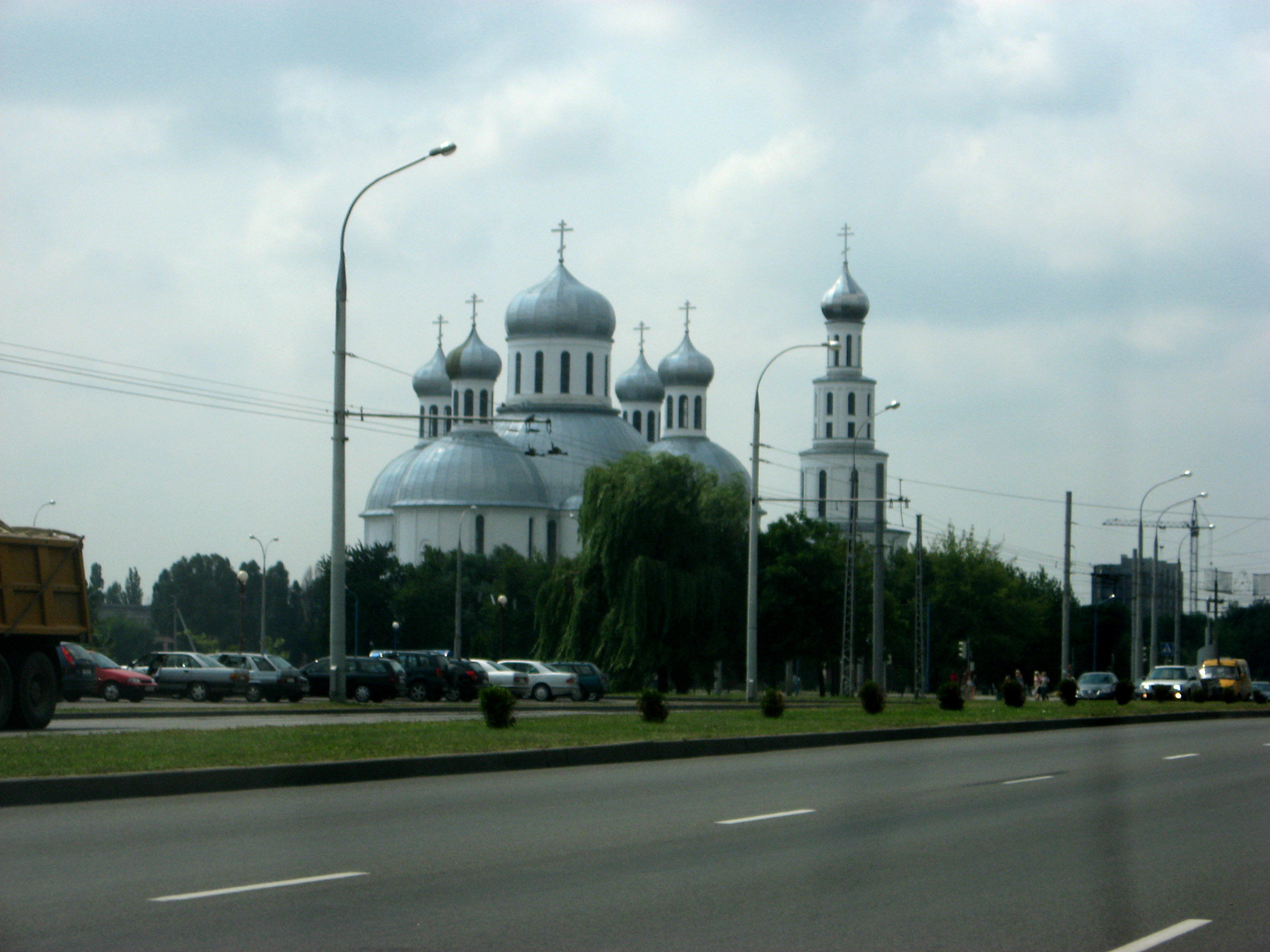

La cathédrale de la Résurrection est un édifice religieux orthodoxe à Brest en Biélorussie.
La cathédrale a été construite dans le quartier appelé Vostok en 1995 en l'honneur du jour de la victoire lors de la Seconde Guerre mondiale. C'est le plus grand édifice religieux de la ville de Brest et un des plus grands de la Biélorussie. L'édifice peut accueillir jusqu'à 5 000 fidèles. Un de ses archiprêtres fut Eugène Parphéniok.
La cathédrale fut consacrée par le patriarche de Moscou et de toute la Russie Alexis II de Moscou, et depuis, des offices religieux y sont tenus régulièrement. En 2001 y fut installée une cloche de 400 kg.
Durant les années 2011 et 2012, les parties supérieures des coupoles ont été décorées de feuilles d'or au lieu d'argent suivant la tradition orthodoxe en matière d'architecture religieuse.  